# 乱世備忘 僕らの雨傘運動
『乱世備忘 僕らの雨傘運動』（らんせびぼう ぼくらのあまがさうんどう、繁体字中国語: 亂世備忘、英語: Yellowing）は香港の雨傘運動を題材とした、チャン・ジーウン監督によるドキュメンタリー映画である。
本作品は、政治的検閲のため香港の劇場では上映することができなかった。その後、台湾、カナダ、チェコなどの映画祭で上映され、金馬奨ドキュメンタリー部門で最優秀作品に選ばれた。